# Алексіс Аргуельйо
Андрес Алексіс Аргуельйо Бохоркес (ісп. Andrés Alexis Argüello Bohórquez; 19 квітня 1952 — 1 липня 2009) — нікарагуанський професійний боксер, згодом — суддя.
Чемпіон світу у напівлегкій вазі за версією WBA (23.11.1974—01.1977), чемпіон світу у другій напівлегкій вазі за версією WBC (28.01.1978—08.1980), чемпіон світу у легкій вазі за версією WBC (20.06.1981—07.1982).
У 1992 році занесений до Міжнародної зали боксерської слави (англ. IBHOF).

## Спортивна кар'єра
У професійному боксі дебютував 26 жовтня 1968 року, перемігши Ізраеля Медіну.
2 жовтня 1971 року виборов титул чемпіона Нікарагуа у легшій вазі, перемігши Кіда Клея.
16 лютого 1974 року, як претендент, змагався за титул чемпіона світу у напівлегкій вазі за версією WBA, але поступився Ернесто Марселю (Панама).
23 листопада того ж року, як претендент, здійснив другу, цього разу вдалу, спробу завоювання чемпіонського титулу. Перемігши Рубена Олівареса (Мексика), завоював титул чемпіона світу у напівлегкій вазі за версією WBA.
Протягом 1975—1976 років провів чотири вдалих захисти свого титулу у поєдинках проти таких боксерів, як: Леонель Ернандес (Венесуела), Рігоберто Ріаско (Панама), Роял Кобаяші (Японія), Сальвадор Торрес (Мексика).
У 1977 році залишив чемпіонський пояс, перейшовши у другу напівлегку вагу.
28 січня 1978 року переміг Альфредо Ескалера (Пуерто-Рико) і став новим чемпіоном світу у другій напівлегкій вазі за версією WBC.
Протягом 1978—1980 років провів 8 вдалих захистів свого титулу проти таких боксерів, як: Рей Там (Філіппіни), Дієго Алкала (Панама), Артуро Леон (США), Альфредо Ескалера (Пуерто-Рико), Рафаель Лімон (Мексика), Боббі Чекон (США), Рубен Кастільо (США), Роландо Наваррете (Філіппіни).
У 1980 році залишив чемпіонський пояс, перейшовши у легку вагову категорію.
20 червня 1981 року одержав перемогу над Джимом Ваттом (Велика Британія) і став новим чемпіоном світу у легкій вазі за версією WBC.
Протягом 1981—1982 років провів чотири вдалих захисти свого титулу проти таких боксерів, як: Рей Манчіні, Роберто Елізондо, Джеймс Буссем, Енді Ґаніґен (всі — США).
У 1982 році залишив чемпіонський пояс, перейшовши у першу напівсередню вагу. Двічі, у 1982 та 1983 роках, змагався за титул чемпіона світу у першій напівсередній вазі за версією WBA проти Аарона Прайора (США), проте обидва рази невдало.